# HMS Bellerophon (1865)
Её Величества корабль «Беллерофонт» (англ. Her Majesty's Ship Bellerophon) — казематный броненосец Королевского Британского флота. Заложен в 1863 году, спущен на воду в 1865 году, вошёл в состав флота в 1866 году. Назван в честь героя греческой мифологии Беллерофонта.

## Конструкция
От предыдущих броненосных фрегатов, спроектированных Эдуардом Ридом, на которых артиллерия располагалась по всему борту (как раньше это было принято на парусных боевых кораблях) «Беллерофонт» отличался наличием центральной батареи, состоящей из небольшого числа орудий наибольшего возможного калибра и располагавшейся в каземате. При этом площадь бронирования уменьшилась, но возросла толщина брони. На форштевне появился острый клювовидный таран.
Корабль получил двойное дно, что повысило его непотопляемость, а также позволило поднять его центр тяжести (за счёт более высокого расположения машин), что сделало более удобной стрельбу из орудий за счёт уменьшения амплитуды качки. Благодаря более совершенной конструкции масса корпуса уменьшилась по сравнению с предшественниками. Так на 100 футов (~30 м) длины корпуса приходилось 1141 кг массы конструкции против 1324 кг у HMS Black Prince.
«Беллерофонт» стал первым судном Британского Королевского флота, оснащённый рулём с гидродинамической компенсацией.

### Бронирование

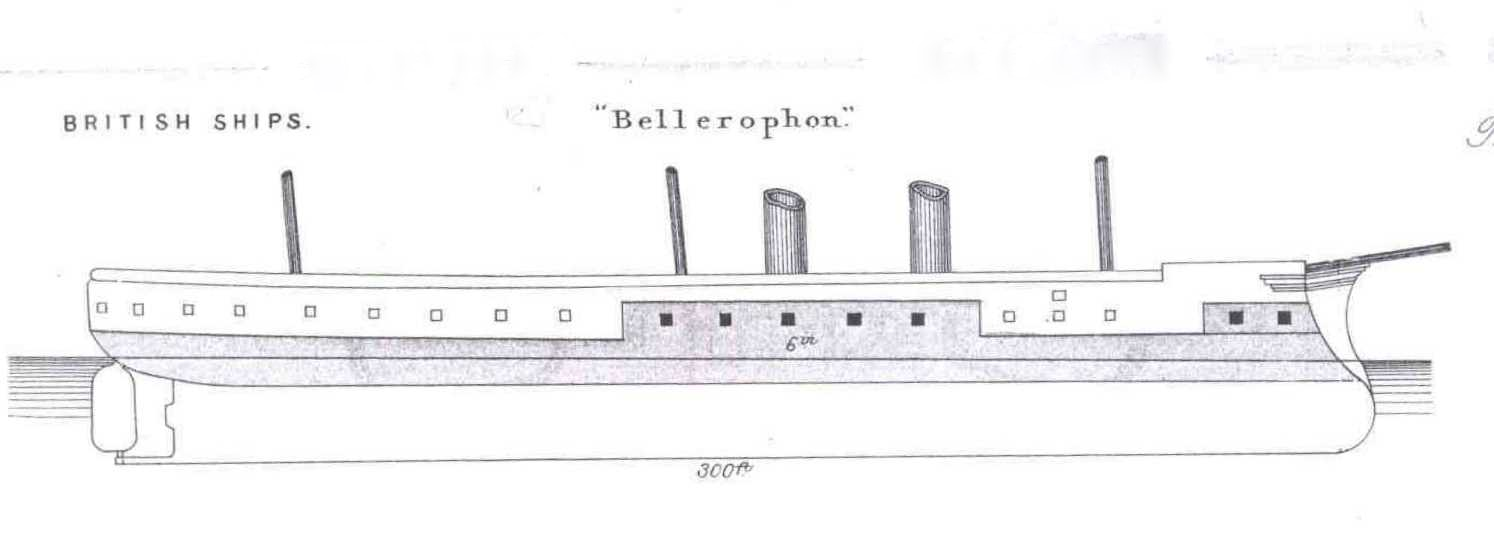
Профиль корабля. Бронированные поверхности закрашены серым.

Корабль имел бронепояс вдоль всей ватерлинии с толщиной брони 152 мм (6 дюймов) в районе центральной части. К оконечностям (носу и корме) толщина брони уменьшалась до 127 мм (5 дюймов). По высоте бронепояс начинался на 1,8 м ниже ватерлинии и доходил до главной палубы. Артиллерийский каземат длиной 29,9 м защищался с бортов 152 мм бронёй, а спереди и сзади 127 мм броневыми переборками. Общая масса брони составляла 1111 кг. Броневые листы имели деревянную (тиковую) подкладку толщиной 200—250 мм (8-10 дюймов). Погонные орудия были защищены бронеплитами толщиной 114 мм (4,5 дюйма). Толщина главной палубы составляла 12,7 мм (пол-дюйма), а толщина верхней палубы над казематом — 25,4 мм (дюйм). Основная обшивка корабля имела толщину 38 мм (1,5 дюйма).

### Силовая установка

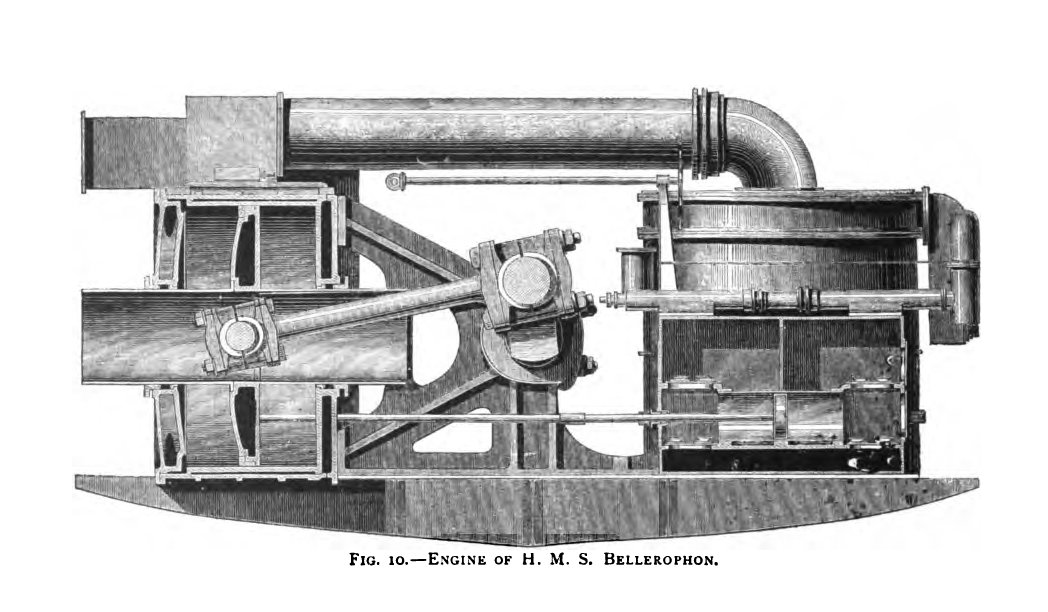
Паровая машина корабля «Беллерофонт» в разрезе

На «Беллерофонте» была установлена двухцилиндровая тронковая паровая машина фирмы John Penn & Sons («Джон Пенн и сыновья»), питавшаяся от восьми котлов, обеспечивавших давление пара в 186 кПа. Движителем служил гребной винт диаметром 7,2 м. Во время ходовых испытаний была показана мощность в 6521 индикаторную лошадиную силу (4863 кВт) и максимальная скорость хода 14,17 узла.
Запас угля составлял 650 т, что обеспечивало дальность плавания в 1500 мор. миль на ходу 8 узлов.

### Парусное вооружение
«Беллерофонт» имел полное парусное вооружение корабля общей площадью 2210 м² (23800 кв. футов) Под парусами он развивал не слишком большую скорость — 10 узлов.

### Вооружение
На момент ввода в строй основным вооружением корабля были 10 дульнозарядных нарезных 229 мм орудий, размещённых в центральной части корпуса — в каземате (по пять с каждого борта). Кроме того, имелись два погонных орудия (размещались на главной палубе и прикрывались бронеплитами) и три ретирадных орудия (два на главной палубе и одно на верхней палубе) — все дульнозарядные нарезные, калибром 178 мм. Также имелись четыре 12-фунтовых казнозарядных орудия системы Армстронга (калибр — 76 мм), считавшихся салютными.
В период с 1881-го по 1885-й год «Беллерофонт» прошёл перевооружение, став первым броненосным кораблём Королевских ВМС, на котором дульнозарядные орудия были полностью заменены казнозарядными. Новое вооружение состояло из 10 нарезных 203 мм орудий в каземате, двух погонных и двух ретирадных 152 мм орудий, шести 102 мм орудий и четырёх 57 мм орудий. При этом амбразуры погонных орудий были перемещены с главной палубы в баковую надстройку, так как ранее погонные орудия часто заливало при встречном волнении. Также в ходе модернизации били установлены два 406 мм торпедных аппарата.

## Служба

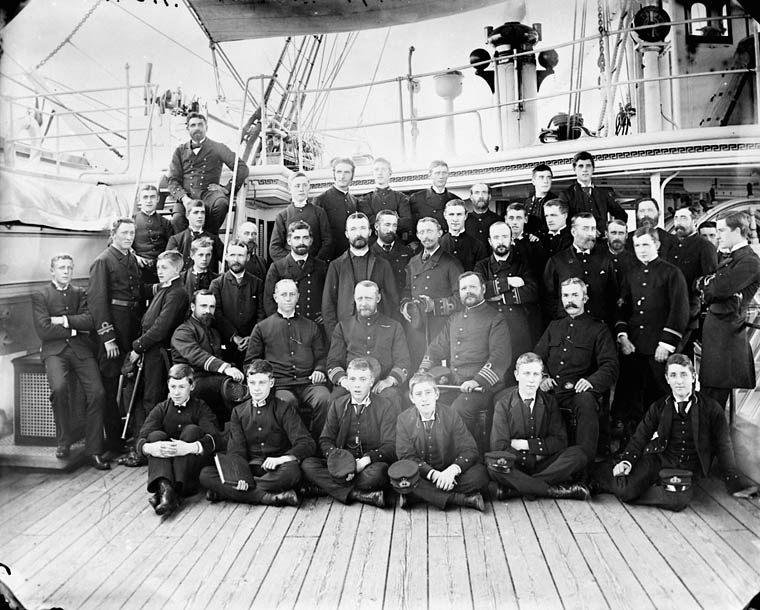
Офицерский состав корабля. Фотография сделана во время стоянки в порту Галифакс (Канада), в период примерно с 1889-го по 1892-й год

С 1866-го по 1871-й год корабль находился в составе Флота Канала. В 1868 году имело место столкновение с кораблём «Минотавр» (HMS Minotaur) на выходе из залива Белфаст-Лох, однако причинённые «Беллерофонту» повреждения были незначительны. В 1871-1872 годах «Беллерофонт» находился в составе Средиземноморского флота. После прохождения модернизации с 1873-го по 1881 год служил флагманом Североамериканской станции. В этот период во время одного из плаваний имело место ещё одно столкновение: в процессе попытки обмена газетами в броненосец врезался носовой оконечностью пароход «Флэмстид» (SS Flamsteed). При этом пароход получил серьёзные повреждения и затонул в течение нескольких часов, команда и пассажиры были приняты на борт почти не повреждённого «Беллерофонта». После ещё одной модернизации корабль служил в составе Североамериканской станции до 1892 года, далее до 1903 года нёс службу по охране порта Пембрук. В 1904 году переименован в «Инд-III» (Indus-III) и использовался в качестве учебного судна для подготовки кочегаров. 12 декабря 1922 года продан на слом (фактически пущен на слом в марте 1923 года).